# جاري ميريل
جاري ميريل (بالإنجليزية: Gary Merrill)‏ هو ممثل أمريكي، ولد في 2 أغسطس 1915 في الولايات المتحدة، وتوفي بنفس المكان في 5 مارس 1990 بسبب سرطان الرئة.

## أعمال

### أفلام
- (1943) هذا جيشي
- (1944) النصر المجنح
- (1950) كل شيء عن إيف
- (1951) قرار ما قبل الفجر
- (1966) في ظل العمالقة

## وصلات خارجية
- جاري ميريل على موقع IMDb (الإنجليزية)
- جاري ميريل على موقع ألو سيني (الفرنسية)
- جاري ميريل على موقع ميوزك برينز (الإنجليزية)
- جاري ميريل على موقع تيرنر كلاسيك موفيز (الإنجليزية)
- جاري ميريل على موقع أول موفي (الإنجليزية)
- جاري ميريل على موقع قاعدة بيانات برودواي على الإنترنت (الإنجليزية)
- جاري ميريل على موقع قاعدة بيانات برودواي على الإنترنت (الإنجليزية)
- جاري ميريل على موقع قاعدة بيانات برودواي على الإنترنت (الإنجليزية)
- جاري ميريل على موقع قاعدة بيانات الأفلام السويدية (السويدية)
- جاري ميريل على موقع إن إن دي بي (الإنجليزية)